# Maryan Wisnieski
Maryan Wisnieski (Calonne-Ricouart, 1 de febrero de 1937-4 de marzo de 2022) fue un futbolista francés de ascendencia polaca. Se desempeñaba como delantero y en 33 partidos con la selección de fútbol de Francia marcó 12 goles.

## Clubes
| Club             | País    | Año         | Partidos | Goles |
| RC Lens          | Francia | 1953 - 1963 | 277      | 93    |
| UC Sampdoria     | Italia  | 1963 - 1964 | 21       | 4     |
| AS Saint-Étienne | Francia | 1964 - 1966 | 46       | 12    |
| FC Sochaux       | Francia | 1966 - 1969 | 86       | 8     |
| FC Grenoble      | Francia | 1969 - 1970 | 27       | 4     |